# ヴィデヲ・ラ・コンタクト
『ヴィデヲ・ラ・コンタクト』は、日本の ミクスチャーバンド、ORANGE RANGEの初のDVD。

## 解説
- ORANGE RANGE初のDVD。オリコン音楽DVDチャートでは初登場2位を記録。
- 1stアルバムにちなみ、「コンタクト（接触）」がテーマとなっている。

## 収録映像

### ビデオクリップ
1. キリキリマイ
デビューシングル。
2. 上海ハニー
2ndシングル。
3. ビバ★ロック
3rdシングル。
4. 落陽
4thシングル。

メイキング映像も収録。

### ライブ映像
「LIVE TOUR 004〜タカシイッパイイッパイ!?〜」の2004年1月10日のZepp Tokyoでのライブ映像を収録。
1. ビバ★ロック
2. キリキリマイ
3. 上海ハニー
4. TWISTER
1stアルバム「1st CONTACT」収録曲。

### 特典映像
2003年2月〜11月のライブ映像やオフショットを収録。メジャーデビュー前のライブ映像も収録されている。